# Салцано
Салцано (итал. Salzano) је насеље у Италији у округу Венеција, региону Венето.
Према процени из 2011. у насељу је живело 7450 становника. Насеље се налази на надморској висини од 9 м.

## Становништво
Према резултатима пописа становништва 2011. у општини је живело 12.678 становника.
| 1931. | 1936. | 1951. | 1961. | 1971. | 1981. | 1991.  | 2001.  | 2011.  |
| ----- | ----- | ----- | ----- | ----- | ----- | ------ | ------ | ------ |
| 5.557 | 5.622 | 6.313 | 6.629 | 7.541 | 9.256 | 10.997 | 11.593 | 12.678 |

## Партнерски градови
- Villefontaine
- Мар дел Плата